# پتر دوسبرگ
پتر دوسبرگ (زاده ۲ دسامبر ۱۹۳۶) زیست‌شناس مولکولی آلمانی-آمریکایی و استاد زیست‌شناسی مولکولی و سلولی در دانشگاه کالیفرنیا، برکلی
است.او به خاطر تحقیقات اولیه خود در رابطه با جنبه های ژنتیکی سرطان ، و اخیراً به خاطر نقش اصلیش در جنبش انکار ایدز به عنوان طرفدار این عقیده که اچ‌آی‌وی بی‌ضرر است و باعث ایدز نمی‌شود،شناخته شده است.دوسبرگ در اوایل کارش به خاطر پژوهش در مورد آنکوژن و سرطان مورد تحسین قرار گرفت.